# Síndrome de rumiación
El síndrome de rumiación (o mericismo) es un trastorno crónico de la motilidad gastrointestinal caracterizado por la regurgitación sin esfuerzo de alimentos luego de consumirlos. No se conoce del todo la causa de este síndrome, pero se ha relacionado con la contracción involuntaria de los músculos alrededor del abdomen. La sintomatología se destaca por la ausencia de náusea, acidez, olor, o dolor abdominal asociado con la regurgitación, como se relaciona con el vómito tradicional, y la regurgitación de alimentos no digeridos o parcialmente digeridos.
Este trastorno ha sido históricamente documentado en infantes, niños de corta edad, y personas con discapacidades cognitivas (se ha reportado una prevalencia tan alta como 10 % en pacientes institucionalizados con varias discapacidades mentales). Sin embargo, en la actualidad se ha encontrado con más frecuencia en adultos y adolescentes, debido a la falta de concienciación por doctores, pacientes, y el público en general.
El síndrome de rumiación se presenta en una variedad de maneras, con alto contraste entre la presentación sintomática del adulto o niño con o sin una discapacidad mental. Como otros trastornos gastrointestinales, la rumiación puede impactar de forma negativa el funcionamiento normal del individuo y su vida social. Se ha relacionado con depresión.
Existe poca evidencia comprensiva con respecto al síndrome de rumiación debido a que la mayoría de los individuos afectados sufren en privado. La enfermedad también es mal diagnosticada debido a que los síntomas y presentaciones clínicas son similares a otros trastornos del estómago y esófago, como gastroparesia y bulimia nerviosa. Estos síntomas incluyen la erosión ácida del esófago y el esmalte dental, halitosis, malnutrición, pérdida de peso involuntaria y un apetito insaciable. Individuos pueden comenzar a regurgitar tan pronto como un minuto después de ingerir alimentos, y el ciclo de ingestión y regurgitación puede imitar los atracones y purgas de bulimia.
El diagnóstico del síndrome de rumiación es no invasivo y se basa en el historial del individuo. Existen terapias de comportamiento para tratar personas con el síndrome de rumiación, donde un 85 % de los afectados responden positivamente a ellas.

## Señales y síntomas
Aunque los síntomas y su severidad varía entre individuos, la regurgitación repetida de alimentos sin digerir (también conocido como rumiación) luego de una comida esta siempre presente. En algunos individuos, la rumiación es pequeña y le sigue a la ingestión por un periodo largo de tiempo, y puede ser masticado y tragado. En otros, la cantidad puede ser biliosa, de corta duración, y tiene que ser expulsado.
Mientras algunos solamente presentan síntomas luego de ingerir ciertos alimentos, la mayoría tiene episodios luego de ingerir cualquier comida, sea pequeña o grande. Sin embargo, algunos pacientes encuentran alimentos que no generan una respuesta de rumiación.
A diferencia de vomito típico, la regurgitación es sin esfuerzo y no es forzada. Raramente hay náusea antes de la expulsión, y la comida sin digerir carece del sabor amargo y el olor del ácido de estómago y la bilis.
Los síntomas pueden empezar a manifestarse en cualquier punto de la ingestión de la alimentos hasta 120 minutos después. Sin embargo, el rango más común es entre 30 segundos a 1 hora después de la finalizar una comida. Los síntomas tienden cesar cuando el contenido rumiado se torna acídico.
El dolor abdominal (38.1 %), carencia de producción fecal o estreñimiento (21.1 %), náusea (17.0 %), diarrea (8.2 %), hinchazón (4.1 %), y decadencia dental (3.4 %) también se han descrito como síntomas comunes. Estos síntomas no son necesariamente frecuentes durante los episodios de regurgitación y pueden suceder en cualquier momento. La pérdida de peso se observa a menudo (42.2 %) con una pérdida promedio de 9.6 kilogramos, y es más común en los casos donde el trastorno no se ha diagnosticado durante un período largo de tiempo, aunque esto puede esperarse de las deficiencias nutricionales que a menudo acompañan al trastorno. La depresión también ha relacionada con el síndrome de rumiación, aunque se desconocen sus efectos.
La erosión ácida de los dientes puede ser una característica de rumiación, como también lo puede ser la halitosis (mal aliento).

## Causas
Se desconoce la causa del síndrome de rumiación. Sin embargo, estudios han encontrado una correlación entre causas hipotéticas y la historia de pacientes con el trastorno. En infantes y los discapacitados cognitivos, la enfermedad normalmente se atribuye a la sobreestimulación y subestimulación por parte de los padres y cuidadores, lo que hace que el individuo busque la autogratificación y el autoestímulo debido a la falta o abundancia de estímulos externos. El trastorno también ha sido atribuido a un brote de enfermedad, un periodo de estrés en el pasado del individuo, y/o a cambios en medicamentos.
En adultos y adolescentes, las causes hipotéticas caen en una de dos categorías: inducidas por hábitos or inducidas por traumas. Los individuos en la categoría de inducido por hábitos, generalmente tienen antecedentes de bulimia nerviosa or de regurgitación intencional (por ejemplo, magos y profesionales regurgitadores), que aunque inicialmente hayan sido inducidos, se forma un hábito subconsciente que se manifiesta sin control. Los individuos inducidos for trauma describen un daño emocional o físico (e.g., cirugía reciente, aflicción psicológica, conmociones cerebrales, muertes en la familia), que precedieron al inicio de la rumia, a menudo por varios meses.

## Fisiopatología
El síndrome de rumiación es un trastorno poco conocido, y varias de teorías han sido desarrolladas sobre los mecanismos que causan la regurgitación, el único síntoma que se identifica con este trastorno. Si bien ninguna teoría ha obtenido consenso, algunas son más notables y ampliamente discutidas entre la comunidad científica.
El mecanismo con mayor documentación es que la ingestión de alimentos provoca distensión gástrica, seguida por compresión abdominal y relajación simultánea del esfínter esofágico inferior (EEI). Esto crea una cavidad común entre el estómago y el orofaringe que permite que el material parcialmente digerido regrese a la boca. Existen varias explicaciones para la relajación repentina del EEI.
Ellis, Cynthia R; Schnoes, Connie J (2009), «Eating Disorder, Rumination», Medscape Pediatrics, consultado el 7 de septiembre de 2009. Entre estas explicaciones se sugiere que es una relajación voluntaria aprendida, previamente identificada en individuos que sufren de o han tenido bulimia. Si bien esta relajación puede ser voluntaria, el proceso general de rumiación sigue siendo generalmente involuntario. Otra potencial explicación es que la relajación es causada por la presión intra-abdominal, donde la compresión abdominal es el mecanismo primario. La tercera explicación es una adaptación del reflejo del eructo (belch reflex, en inglés), que es el mecanismo comúnmente descrito. La deglución de aire inmediatamente antes de la regurgitación provoca la activación del reflejo de eructo que desencadena la relajación del EEI. Los pacientes a menudo describen una sensación similar a la aparición de un eructo que precede la rumiación.

## Diagnóstico
El síndrome de rumiación se diagnostica a través de un examen inicial basado en el historial clínico del individuo. Estudios costosos e invasivos, como la manometría gastroduodenales y las pruebas de pH esofágico, no son necesarios y a menudo resultan en un diagnóstico erróneo. Basado en las características que se observan típicamente, varios criterios han sido sugeridos para diagnosticar el síndrome de rumiación. El síntoma primario, la regurgitación de alimentos ingeridos recientemente, debe ser constante, y ocurrir por al menos 6 semanas en los pasados doce meses. La regurgitación debe comenzar dentro de los 30 minutos posteriores a la conclusión de una comida. Los pacientes pueden masticar la materia regurgitada o expulsarla. Los síntomas deben desaparecer en 90 minutos, o cuando la materia regurgitada se vuelva acídica. Los síntomas no deben ser el resultado de una obstrucción mecánica, y no deben responder al tratamiento estándar para la enfermedad por reflujo gastroesofágico.
En adultos, el diagnóstico se apoya con la ausencia de enfermedades clásicas o estructurales del sistema gastrointestinal. Los criterios incluyen un regurgitante que no tenga sabor agrio o ácido, es generalmente inodoro, sin esfuerzo, precedido por la sensación de eructo, que no haya arcadas antes de la regurgitación, y que el acto no esté asociado con náusea o acidez .
En promedio, los pacientes visitan cinco médicos durante 2.75 años antes de ser correctamente diagnosticados con el síndrome de rumiación.

### Diagnóstico diferencial
El síndrome de rumiación en adultos es un trastorno complicado cuyos síntomas pueden imitar los otras enfermedades incluyendo otros trastornos gastroesofágicos. Bulimia nerviosa y gastroparesia se encuentran entre los diagnósticos erróneos más comunes del síndrome.
La bulimia nerviosa, entre adultos y especialmente en adolescentes, es el diagnóstico erróneo más común en pacientes con el síndrome de rumiación. Esto se debe a las similitudes en síntomas a un observador externo —«vomita» comida después de la ingesta— que, en pacientes a largo plazo, puede incluir la ingestión de grandes cantidades para compensar con la desnutrición, y la falta de voluntad para exponer su condición y sus síntomas. Si bien se ha sugerido que existe una conexión entre la rumia y la bulimia, la regurgitación no es autoinfligida. Adultos y adolescentes con el síndrome de rumiación generalmente son conscientes de su gradual desnutrición, pero son incapaces de controlar el reflejo. Por el contrario, las personas con bulimia inducen el vómito intencionalmente y raramente vuelven a masticar y tragar los alimentos regurgitados.
La gastroparesia es otro diagnóstico erróneo. Al igual que el síndrome de rumiación, los pacientes con gastroparesia suelen devolver alimentos luego de ingerirlos. A diferencia de la regurgitación, la gastroparesia provoca el vómito de los alimentos, que no se digieren más allá del estómago. Este vómito ocurre varias horas después de la ingestión de una comida, es precedido por náusea y arcadas, y tiene el sabor amargo o ácido que es típico del vómito.

### Clasificación
El síndrome de rumiación es una condición que afecta el funcionamiento del estómago y esófago, también conocido como «trastorno gastroduodenal funcional». En los pacientes con historial de trastornos alimentarios, el síndrome de rumiación está agrupado con otros trastornos alimentarios como bulimias y pica, que a su vez se agrupan con el trastorno mental no psicótico. En la mayoría de adolescentes y adultos sanos, quiénes tienen no padecen de discapacidad mental, el síndrome de rumiación está considerado un trastorno de la motilidad en lugar trastorno alimentario, porque los pacientes no tienen ningún control sobre su ocurrencia y no han tenido ningún antecedente de trastornos alimentarios.

## Tratamiento y pronóstico
Actualmente no existe cura conocida para el síndrome de rumiación. Inhibidores de la bomba de protones y otros medicamentos se han utilizado con poco o ningún efecto. El tratamiento es diferente para infantes y para discapacitados, que para adultos y adolescentes sin ninguna discapacidad mental. Entre niños y discapacitados, se ha demostrado que el entrenamiento conductual y de aversión leve mejora en la mayoría de los casos. El entrenamiento de aversión implica asociar el comportamiento rumiante con resultados negativos y recompensar el buen comportamiento y alimentación. Colocar un sabor agrio o amargo en la lengua cuando el individuo comienza a mostrar movimientos o patrones de respiración típicos del comportamiento rumiante es el método generalmente aceptado para el entrenamiento de aversión, pero estudios más antiguos defienden el uso de pellizcos.
En pacientes de inteligencia normal, la rumiación no es un comportamiento intencionado y habitualmente se invierte utilizando técnicas de respiración diafragmática para contrarrestar el impulso a regurgitante. Junto con la persuasión, explicación y inversión de hábitos, se les muestra a los pacientes cómo para respirar utilizando sus diafragmas antes y durante el periodo de rumiación. Se puede usar un patrón de respiración similar para prevenir los vómitos. La inhalación de este método actúa previniendo las contracciones abdominales necesarias para expulsar los contenidos de estómago.
La terapia de apoyo y la respiración diafragmática han demostrado mejorar 56 % de casos, y el cese total de síntomas en un 30 % adicionales en un estudio de 54 adolescentes que fueron seguidos hasta 10 meses después de tratamientos iniciales. Los pacientes que utilizaron exitosamente la técnica a menudo notan un cambio inmediato en su salud. Pacientes que han tenido bulimia o que han inducido el vómito en el pasado tienen menos posibilidades de mejorar debido al comportamiento reforzado. La técnica no es utilizada con infantes o niños de corta eded debido a su complejidad y a la concentración requerida para tener éxito. La mayoría de infantes y niños superan el trastorno dentro de un año o con un entrenamiento aversivo.

## Epidemiología
Inicialmente, se documentó el trastorno de rumiación en recién nacidos, infantes, niños, e individuos con discapacidades mentales y funcionales (discapacidades cognitivas). Desde entonces se ha reconocido que ocurre tanto en hombres como en mujeres de todas las edades y capacidades cognitivas.
Entre los discapacitados cognitivos, se describe con una prevalencia casi igual a infantes (6-10 % de la población) y los adultos institucionalizados (8-10 %). En los infantes, generalmente ocurre dentro de los primeros meses de vida, 3-12 meses de edad.
La prevalencia del síndrome de rumiación no se ha definido en la población en general. La rumiación a veces se describe como un evento raro, pero también se ha descrito como no raro sino que es raramente reconocido. El trastorno tiene dominancia femenina. La edad típica de inicio en la adolescencia es 12.9 ± 0.4 años, y los hombres se ven afectados antes que las mujeres (11.0 ± 0.8 para hombres versus 13.8 ± 0.5 para mujeres).
Hay poca evidencia sobre la potencial influencia hereditaria en el síndrome de rumiación. Sin embargo, existen informes de casos que describen a familias enteras con rumiación.

## Historia
El término de «rumiación» se deriva de la palabra latina rumigāre, el cual significa para masticar por segunda vez. Descrito por primera vez en la antigüedad, y mencionado en las escrituras de Aristóteles, el síndrome de rumiación fue documentado clínicamente en 1618 por el anatomista italiano Fabricus ab Aquapendente, quien escribió sobre los síntomas de uno de sus pacientes.
Entre los primeros casos de rumiación se encuentra un médico del siglo XIX, Charles-Édouard Brown-Séquard, quién adquirió la condición como resultado de sus experimentos. Para evaluar y probar la respuesta del ácido del estómago a varios alimentos, el médico tragaba esponjas atadas a una cuerda, y luego las regurgitaba intencionalmente para analizar el contenido. A raíz de estos experimentos, el médico eventualmente regurgitó sus comidas por reflejo.
Existen muchos casos anteriores al siglo XX, pero fueron influenciados en gran medida por los métodos y pensamientos utilizados en ese momento. A principios del siglo XX, era cada vez más evidente que la rumia se presentaba de diversas formas y en respuesta a una variedad de condiciones. A pesar de que en ese momento se consideraba un trastorno de la infancia y de la discapacidad cognitiva, la diferencia en la presentación entre niños y adultos estaba bien establecida.
Estudios sobre la rumia en adultos fueron cada vez menos raros a partir de los años 1900, y la mayoría de los reportes publicados analizaban el síndrome en pacientes saludables con discapacidad cognitiva. Al principio, el síndrome de rumiación en adultos fue descrito y tratado como una condición benigna. Actualmente se describe de otra manera. Si bien la base de pacientes para examinar ha aumentado gradualmente y más personas se sienten cómodas hablando sobre sus síntomas, la concienciación de la condición por la comunidad médica y el público general sigue siendo limitada.

## En otros animales
El regurgitar el alimento parcialmente digerido para masticarlo por segunda vez es un comportamiento normal de muchos animales, como las vacas, cabras, y las jirafas. Estos animales se les denomina rumiantes. Aunque se le llame rumiación para describir el comportamiento ordinario, éste no es relacionado al síndrome de rumiación que se observa en humanos. La rumiación involuntaria, similar a la que se ve en humanos, ha sido descrita en gorilas y otros primates. Macrópodos como los canguros también regurgitan, mastican y tragan nuevamente los alimentos, pero este comportamiento no es esencial para su proceso digestivo, no se observan de manera predecible como los rumiantes y, por lo tanto, se denominan «mericismo», en contraste con la «verdadera rumiación».